# Don't Touch That Dial
«Don't Touch That Dial» (en español, «No cambie de canal») es el segundo episodio de la miniserie de televisión estadounidense WandaVision, basada en los personajes Wanda Maximoff / Bruja Escarlata y Visión de Marvel Comics. Sigue a la pareja tratando de ocultar sus poderes mientras viven una vida suburbana idílica en el pueblo de Westview. El episodio está ambientado en el Universo cinematográfico de Marvel (UCM), compartiendo continuidad con las películas de la franquicia. Fue escrito por Gretchen Enders y dirigido por Matt Shakman.
Paul Bettany y Elizabeth Olsen retoman sus respectivos papeles de Visión y Wanda Maximoff de la saga cinematográfica, protagonizando junto a Teyonah Parris, Debra Jo Rupp y Kathryn Hahn. Shakman se incorporó a la serie en agosto de 2019. El episodio rinde homenaje a sitcoms de los años 1960, en particular a Bewitched, incluyendo una secuencia de apertura animada al estilo Hanna-Barbera de los títulos de apertura de dicha serie. La filmación tuvo lugar en Pinewood Atlanta Studios y en Los Ángeles, y se filmó en su mayor parte en blanco y negro.
«Don't Touch That Dial» se estrenó en Disney+ el 15 de enero de 2021. La crítica alabó las interpretaciones de Olsen y Bettany, sobre todo su comedia física, y encontró el episodio agradable, pero algunos criticaron la falta de desarrollo general de la trama.

## Trama
Durante lo que parece ser la década de los años 1960, Wanda Maximoff y Visión comienzan a escuchar ruidos extraños fuera de su casa. Al día siguiente, preparan su número de magia para un concurso de talentos del vecindario que les ayude a encajar con los vecinos. Visión decide asistir a la reunión de vigilancia con sus vecinos varones, y Wanda ve un helicóptero de juguete en color tan pronto como él se va. Se distrae con Agnes, que la invita a una reunión de mujeres organizada por Dottie Jones, la presumida líder del barrio, y se hace amiga de Geraldine.
Los hombres de la reunión de vigilancia le dan la bienvenida a Visión, que accidentalmente se traga un chicle que le ofrecieron. Incapaz de digerirlo, el chicle le hace actuar como si estuviera embriagado. Wanda habla con Dottie, durante lo cual una voz la llama a través de la radio, preguntándole quién es el responsable de provocar su situación. Una vez más, se distrae cuando Dottie le pregunta quién es antes de que la radio se rompa y el vaso de Dottie se haga añicos. Ella sangra en color, pero las condiciones vuelven rápidamente a la normalidad.
Cuando Visión llega al concurso de talentos, su estado le lleva a revelar inadvertidamente sus superpoderes. Las habilidades de Wanda lo cubren para hacer que parezca que está haciendo simples trucos de magia, y Geraldine es teletransportada como parte del final del acto. Su actuación es bien recibida y Dottie les otorga el premio a la actuación cómica del año. Cuando regresan a casa, Wanda se queda rápida e inexplicablemente embarazada. Cuando ella y Visión están a punto de celebrarlo, oyen de nuevo el ruido de fuera y salen para encontrar a un apicultor saliendo de las alcantarillas. Perturbada, Wanda «rebobina» los acontecimientos en pantalla hasta la revelación de su embarazo y el mundo que les rodea cambia repentinamente a una estética llena de colores de los años 1970.
Un comercial durante el programa WandaVision anuncia relojes Strücker con el logotipo de Hydra.

## Producción

### Desarrollo
En octubre de 2018, Marvel Studios estaba desarrollando una serie limitada protagonizada por la Wanda Maximoff de Elizabeth Olsen y el Visión de Paul Bettany de las películas del Universo cinematográfico de Marvel (UCM). En agosto de 2019, Matt Shakman fue contratado para dirigir la miniserie. Shakman y la guionista principal Jac Schaeffer producen de forma ejecutiva junto a Kevin Feige, Louis D'Esposito y Victoria Alonso de Marvel Studios.: 50  Feige describió la serie como parte «sitcom clásica» y parte «epopeya de Marvel», rindiendo homenaje a muchas épocas de sitcoms estadounidenses. El segundo episodio, titulado «Don't Touch That Dial», fue escrito por Gretchen Enders y rinde homenaje a las sitcoms de los años 1960 Bewitched y Mi bella genio.

### Escritura
Los guionistas tuvieron múltiples ideas sobre lo que podría ser el escenario del episodio, y pasaron más tiempo trabajando en ello que en cualquier otro de la serie. Se decidieron por un espectáculo de magia, algo que, según Schaeffer, era «tan evidente» en retrospectiva, ya que Mi bella genio y Bewitched tenían a menudo episodios con una actuación o un concurso de talentos.
La serie presenta comerciales falsos que, según Feige, indican que «parte de las verdades de la serie empiezan a filtrarse». «Don't Touch That Dial» incluye un comercial que anuncia relojes Strücker con el eslogan «Strücker. Hará tiempo para ti». La esfera del reloj dice «Swiss Made» (en español, «Hecho en Suiza»), «Hydra» y «1000M», junto con el logotipo de Hydra. Strücker es una referencia al Barón Wolfgang von Strucker, que experimentó con Wanda para darle sus poderes. Brenton Stewart, de Comic Book Resources, dijo que el tic tac del reloj en el comercial daba una «inquietante sensación de bomba a punto de estallar», y señaló la naturaleza sexista del mismo, similar al del primer episodio.

### Casting
El episodio está protagonizado por Paul Bettany como Visión, Elizabeth Olsen como Wanda Maximoff, Teyonah Parris como Geraldine, Debra Jo Rupp como la Sra. Hart y Kathryn Hahn como Agnes.: 30:47–31:05  También aparecen Asif Ali como Norm, Emma Caulfield Ford como Dottie, Jolene Purdy como Beverly, Amos Glick como el cartero Dennis, David Payton como Herb, David Lengel como Phil Jones, Zac Henry como el agente de S.W.O.R.D. Franklin / el apicultor, y Victoria Blade e Ithamar Enriquez como la mujer y el hombre del comercial. Randall Park tiene un cameo de voz no acreditado como Jimmy Woo.

### Filmación
La filmación en el estudio de grabación tuvo lugar en Pinewood Atlanta Studios en Atlanta (Georgia), con Shakman como director y Jess Hall como director de fotografía. La filmación en exteriores y estudios tuvo lugar en Los Ángeles, cuando la serie reanudó su producción tras el parón por la pandemia de COVID-19.: 50 
«Don't Touch That Dial» se filmó en blanco y negro con pista de risas, y Hall utilizó luces de tungsteno que eran comunes en la época de los años 1960.: 6  También se utilizó la relación de aspecto 4:3, y Hall utilizó lentes de Panavision que tenían «esta especie de caída uniforme alrededor de los bordes», que funcionaba bien en la relación de aspecto cuadrada de 4:3 y era un efecto apropiado para la época. Cuando se filmaron las escenas en blanco y negro, Bettany fue pintado de azul, en lugar del color granate de Visión, ya que aparecía mejor en la imagen en escala de grises. Debido a que las pistas de risas no eran de un público en vivo como en el primer episodio, Shakman dijo que «no eran súper conscientes» de ello cuando filmaban como para conseguir las pausas necesarias para cuando se añadieran las pistas más tarde. En el estudio de grabación, el equipo de efectos especiales movió el atrezzo con cables y utilizó trucos de cámara para crear el efecto de la magia de Maximoff, como se hacía en series como Bewitched y Mi bella genio. Como otra referencia a Bewitched, Olsen intentó sin éxito mover la nariz como hacía la estrella Elizabeth Montgomery. En su lugar, Olsen utiliza un movimiento de señalización cada vez que Maximoff utiliza su magia. Shakman utilizó lentes, iluminación y diseño de sonido para cambiar el estado de ánimo en los momentos en los que algo iba mal con la magia de Maximoff, inspirándose en The Twilight Zone. Consideró que la transición a estos momentos desde las escenas de comedia era «muy dramática».

### Animación y efectos visuales
El episodio cuenta con una secuencia de apertura animada, así como varios momentos animados, creada por Titmouse, Inc.: 33:11  La apertura es del estilo de la apertura animada de Hanna-Barbera en Bewitched, con los personajes de la secuencia diseñados por el director de desarrollo visual de Marvel Studios, Andy Park. Shakman señaló que la apertura evolucionó y pasó por muchas revisiones a lo largo del tiempo. Los efectos visuales fueron creados por Monsters Aliens Robots Zombies, Capital T, Framestore, Perception, RISE, The Yard VFX, SSVFX y Lola VFX.: 33:06-33:21 

### Música
El tema del episodio, «WandaVision!», fue escrito por Kristen Anderson-Lopez y Robert Lopez. «WandaVision» es la única letra de la canción, ya que Anderson-Lopez y Lopez querían emular los temas minimalistas, repetitivos e inspirados en el «cool jazz Bebop» de las series de televisión de los años 1960. También dieron como influencias «Mah-nà mah-nà» de Piero Umiliani y las obras de Dave Brubeck. El episodio incluye «Help Me, Rhonda» de The Beach Boys. El 22 de enero de 2021, Marvel Music y Hollywood Records lanzaron una banda sonora para el episodio, con la partitura del compositor Christophe Beck. El primer tema es la canción principal de Anderson-Lopez y Lopez.
| N.º  | Título | Duración |  |
| 1.   | «WandaVision!» (con Kristen Anderson-Lopez, Sara Mann, Jessica Rotter, Cindy Bourquin, Elyse Willis, Laura Dickinson, Robert Lopez, Eric Bradley, Greg Whipple, Jasper Randall & Gerald White) | 0:53     |  |
| 2.   | «Rehearsal» | 0:55     |  |
| 3.   | «Unwelcome Visitor» | 0:59     |  |
| 4.   | «Strucker» | 0:37     |  |
| 5.   | «Giddy Up» | 0:32     |  |
| 6.   | «Beekeeper» | 1:05     |  |
| 7.   | «Exit Stage Left» | 1:44     |  |
| 8.   | «It's Really Happening» | 0:52     |  |
| 7:37 | |          |  |

## Mercadotecnia
A principios de diciembre de 2020, se publicó un póster por día durante seis días, cada uno de los cuales representaba una década, desde los años 1950 hasta los 2000. Charles Pulliam-Moore, de io9, señaló que, a primera vista, el póster de la década de  los años 1960 solo parece cambiar sutilmente con respecto al primero, el de la década de 1950, con la imagen del televisor, pero señaló que otros objetos de la sala de estar «como el papel pintado, la planta, el arte en la pared y el propio televisor, también cambian». En su opinión, el sombrero de copa que descansa sobre el televisor es probablemente «un guiño a las vastas habilidades mágicas de Wanda que la serie pretende desarrollar» y cree que la lámpara central colgante pretende «reflejar la posición de la Gema del Infinito de Visión, cuyo estado es una de las mayores cuestiones que se ciernen sobre WandaVision». Allie Gemmill, de Collider, calificó a Visión en su verdadera forma, por encima de su apariencia humana, de «llamativa» y consideró que la inclusión del sombrero de copa era «un accesorio extraño y al que vale la pena prestar atención». Tras el estreno del episodio, Marvel anunció mercancía inspirada en él como parte de su promoción semanal «Marvel Must Haves», incluyendo camisetas, ropa de casa, accesorios y una réplica del reloj Strücker del comercial falso. La réplica del reloj en tono dorado, con letras doradas y el símbolo y el texto de Hydra en verde, fue lanzada por Hot Topic. En febrero de 2021, Marvel se asoció con el cocinero Justin Warner para lanzar una receta de té helado sokoviano, inspirada en la bebida que toma Wanda durante la reunión del comité de planificación de Dottie en el episodio.

## Lanzamiento
«Don't Touch That Dial» se estrenó en Disney+ el 15 de enero de 2021. Aparecía originalmente como «Episodio 2» en el servicio de streaming, pero el título se actualizó el 20 de enero para ser «Don't Touch That Dial». Hoai-Tran Bui, de /Film, supuso en un principio que todos los episodios de la serie no tendrían título, y se preguntó si los títulos se retenían en el momento del estreno para evitar spoilers, a pesar de que el título del segundo episodio no resultaba especialmente revelador.

## Recepción

### Audiencias
Nielsen Media Research, que mide el número de minutos vistos por el público de Estados Unidos en los televisores, situó a WandaVision como la sexta serie original más vista en los servicios de streaming durante la semana del 11 al 17 de enero, con 434 millones de minutos vistos. Se trata de unos 6,48 millones de visionados completos de los dos primeros episodios de la serie, estrenados el 15 de enero. Esto supone más visionados completos que las series de la lista de Nielsen de las 10 principales series originales, que tuvieron más minutos de visionado pero una mayor duración disponible.
Parrot Analytics utilizó las redes sociales, las valoraciones de los fanáticos y los datos de piratería para evaluar la demanda de la audiencia de la serie, y descubrió que se encontraba en el 0,2% de las series de Estados Unidos y del mundo. WandaVision se situó entre las 15 series de todo el mundo en cada uno de sus primeros cuatro días de estreno, así como entre las 45 series de Estados Unidos durante ese mismo periodo. México, Francia, Brasil, Chile y Alemania fueron algunos de sus principales mercados internacionales durante esos primeros cuatro días. El 15 de enero, la serie tenía un 24,5% más de demanda que The Mandalorian de Disney+ cuando se estrenó en noviembre de 2019, pero WandaVision estaba por detrás de la demanda de audiencia actual de esa serie. WandaVision tuvo un 9,3% de cuota de compromiso en Reelgood, una guía de streaming en línea con más de 2 millones de usuarios en Estados Unidos, para su fin de semana de estreno del 15 al 17 de enero, lo que la convierte en la serie más vista en streaming durante ese tiempo según sus datos. Un servicio similar, TV Time de Whip Media, descubrió que WandaVision era la serie más esperada antes de su estreno entre los usuarios estadounidenses de la plataforma, y la catalogó como la segunda serie más vista a nivel global durante su fin de semana estreno. Utilizando su propia tecnología de reconocimiento automático de contenidos en las televisiones inteligentes que han optado por ella, Samba TV descubrió que 1,1 millones de hogares estadounidenses vieron los dos primeros episodios del 15 al 18 de enero, y 1,2 millones vieron «Don't Touch That Dial».

### Respuesta crítica
El sitio web del agregador de reseñas Rotten Tomatoes informó de un índice de aprobación del 100%, basándose en 16 reseñas con una calificación media de 8/10. El consenso de la crítica del sitio dice: «‹No cambie de canal› o puedes perderte uno de los innumerables easter eggs de WandaVision, o una pista de su lento misterio».
Sam Barsanti, de The A.V. Club, calificó los dos primeros episodios como «una absoluta delicia, con viejos gags de sitcom que, de alguna manera, matan» y «una forma muy extraña y novedosa de divertirse con estos personajes», mientras que su colega Stephen Robinson le dio a los episodios un «sobresaliente», destacando especialmente la comedia física de Olsen y Bettany durante el espectáculo de magia de Wanda y Visión. Rebecca Iannucci, de TVLine, consideró que la apertura del episodio fue encantadora. Christian Holub, de Entertainment Weekly, se mostró complacido con la animación al estilo Hanna-Barbera, así como con el comercial falso, que en su opinión hizo que la serie fuera más interesante que las anteriores series de televisión de Marvel. También especuló con que A.I.M. podría estar detrás de la ilusión de sitcom, dado que el «apicultor» que aparece en el episodio se parece a los miembros de A.I.M. en los cómics y el comercial de los relojes Strücker alude al fundador de A.I.M. en los cómics, el Barón Strucker. En su crítica de los dos primeros episodios para Den of Geek, Don Kaye los calificó con 4 de 5 estrellas, afirmando que, si bien la trama era incidental, las interrupciones de la realidad añadían «gravedad a los procedimientos surrealistas y divertidos». También alabó la comedia de Olsen, Bettany y Hahn.
Matt Purslow, de IGN, calificó los dos primeros episodios con un 7 sobre 10 y dijo que el segundo episodio era el más divertido de los dos, ya que podía dedicarse más a la actuación de Maximoff y Visión en el concurso de talentos. Sin embargo, consideró que el episodio cubrió «un terreno casi idéntico al primero», con poco desarrollo argumental adicional. En su artículo para Vulture, Abraham Riesman calificó el episodio con 3 de 5 estrellas y dijo que era «solo un preludio de la verdadera trama, un preludio lleno de artificios y homenajes intencionados. No hay nada por debajo más que un misterio, uno que no es particularmente convincente todavía». Le intrigaba la presencia de S.W.O.R.D., pero los espectadores no familiarizados con los cómics podrían no sentir lo mismo. Para esos espectadores, Riesman cree que «no hay mucho a lo que agarrarse», aparte de las interpretaciones de Olsen y Bettany y los homenajes a sitcoms pasadas.

### Premios
Bettany fue nombrado «Intérprete de la semana» por TVLine para la semana del 11 de enero de 2021, por su actuación en este episodio. El sitio web destacó la «intrépida comedia física de Bettany y una actuación ‹borracha› de primera categoría», ya que se alejó del personaje visto en las películas, y añadió que el «encanto anticuado y nostálgico» fue una delicia.